# Ziede gij me gere (Will Ferdy)
Ziede gij me gere is een liedje van Will Ferdy dat in 1951 in Vlaanderen werd uitgebracht.
Ziede gij me gere
was het eerste succes voor de zanger. Het is een levenslied dat 2 minuten en 55 seconden duurt. Het werd door Decca Records uitgebracht op een 78-toerensingle. Het liedje werd ge-arrangeerd door Ferdy en Jan Verbraeken. De B-kant van de single was het liedje 'De mooiste dag'. Ziede gij me gere werd later een titel van een verzamelalbum van Will Ferdy.

In Nederland werd het lied vooral bekendgemaakt door de radio-uitzendingen van het Orkest Zonder Naam.